# Basilianerinnenkloster Sošice
Das Basilianerinnenkloster Sošice ist ein griechisch-katholisches Kloster in Kroatien. Es gehört zur Ordensgemeinschaft der Basilianerinnen vom heiligen Basilius dem Großen, die nach der Ordensregel des heiligen Basilius des Großen leben.

## Geschichte des Klosters
Die Basilianerinnen begannen im Jahre 1938 mit der Errichtung des Klosters. Das benötigte Grundstück wurde durch eine Schule und die griechisch-katholische Pfarrei von Sošice gestiftet. Durch Spenden und weitere Stiftungen wurde am 26. Januar 1938 mit der Planung begonnen. Die feierliche Grundsteinlegung erfolgte im Herbst 1938. 
Der Bauprozess erhielt auch kirchliche Unterstützung, durch den griechisch-katholischen Pfarrer von Sošice, Stanko Višošević, den späteren griechisch-katholischen Bischof von Križevci Janko Šimrak und den römisch-katholischen Kardinal von Zagreb Alojzije Stepinac. Das Kloster wurde am 27. August 1939 feierlich durch Bischof Dionisije Njaradi eröffnet und geweiht. 
Die Basilianerinnen des Klosters betrieben eine Schule. Im Laufe der Zeit wurde im Kloster selbst zunächst die Geistliche Gemeinschaft des „Hl. Apostolischen Gebets“ und die geistlich-weltliche Gemeinschaft der „Kroatischen-Katholischen Bauernjugend“ gegründet.   
In den Wirren des Zweiten Weltkriegs wurde das Basilianerinnenkloster von Sošice geplündert und gebrandschatzt. Im Jahre 1959 wurde das Kloster durch die Hilfeleistungen des Kardinals Stepinac, die griechisch-katholische Diaspora des Žumberak und den Einsatz der Ordensschwester Vasilija Popović erneuert.
Das Basilianerinnenkloster von Sošice beherbergt heute ein Museum, in dem unter anderem die typische Tracht des Žumberaks ausgestellt wird.